# 清川雪彦
清川 雪彦（きよかわ ゆきひこ、1942年11月22日 - ）は、日本の経済学者。経済学博士（一橋大学・論文博士・1996年）。一橋大学名誉教授。東京国際大学教授。日本学士院賞、日経・経済図書文化賞等受賞。

## 人物
北海道札幌市出身。2004年労働関係図書優秀賞、1996年日経・経済図書文化賞、1976年アジア経済研究賞。アジア政経学会理事、中国経営管理学会常任理事等を歴任。『アジアにおける近代的工業労働力の形成―経済発展と文化ならびに職務意識―』により2005年日本学士院賞受賞。指導学生に杜進など。2018年秋の叙勲で瑞宝中綬章を受章。

## 略歴

### 学歴
- 1961年東京都立新宿高等学校卒業
- 1965年東京大学教養学部教養学科卒業
- 1967年東京大学大学院経済学研究科修士課程修了
- 1970年東京大学大学院経済学研究科博士課程単位取得
- 1996年一橋大学より経済学博士の学位を取得

### 職歴
- 1970年一橋大学経済研究所助手
- 1971年一橋大学経済研究所専任講師
- 1973年一橋大学経済研究所助教授
- 1984年一橋大学経済研究所教授
- 2006年東京国際大学教授

この間ロンドン大学東洋アフリカ研究学院客員研究員、デリー大学中国日本研究科客員教授、台湾大学経済研究所客員研究員等も務めた。

## 著書

### 単著
- 『日本の経済発展と技術普及』（東洋経済新報社, 1995年）
- 『アジアにおける近代的工業労働力の形成――経済発展と文化ならびに職務意識』（岩波書店, 2003年）
- 『近代製糸技術とアジア -技術導入の比較経済史』（名古屋大学出版会, 2009年）

### 共編著
- （南亮進）『日本の工業化と技術発展』（東洋経済新報社, 1987年）